# Saint-Martin-Rivière
Saint-Martin-Rivière é uma comuna francesa na região administrativa de Altos da França, no departamento de Aisne. Estende-se por uma área de 5,52 km². Em 2010 a comuna tinha 116 habitantes (densidade: 21 hab./km²).